# Zinal
Zinal är en by i Anniviers kommun i kantonen Valais i Schweiz.

## Sport och fritid
- Juniorvärldsmästerskapen i alpin skidsport 1990 avgjordes här.[1]

### Fotnoter
1. ↑  ”Results FIS Alpine Junior World Ski Championships” (på engelska). FIS. 21-25 mars 1990. http://data.fis-ski.com/alpine-skiing/results.html?place_search=&seasoncode_search=1990&sector_search=AL&date_search=&gender_search=&category_search=WJC&codex_search=&nation_search=&disciplinecode_search=&date_from=01&search=Search&limit=50. Läst 9 februari 2014.